# Crnogorska povijest
Crnogorska povijest (na crnogor.: Crnogorska istorija) kronološki može se pratiti u razdoblju od tisućljeća.
Crna Gora na europsku pozornicu izlazi sredinom 11. stoljeća kada je nastalo Dukljansko kraljevstvo - prva povijesna država Crnogoraca. No, već krajem 12. stoljeća naći će se pod kontrolom srpske države da bi obnovila svoju neovisnost, najprije u drugoj polovici 14. stoljeća pod vladarima iz obitelji Balšića, te vladarima iz obitelji Crnojevića sredinom 15. stoljeća. Slijedi razdoblje dominacije Osmanlija. Nova jezgra slobodne države je oformljena tijekom 18. stoljeća na prostoru oko Cetnja, gdje je bilo sjedište vladika i državnih poglavara iz obitelji Petrović Njegoša. Od 1852. godine ustrojena je Kneževina Crna Gora koju su do 1878. godine priznale sve države svijeta. No, crnogorska neovisnost je nestala 1918. godine nelegalnim i nasilnim pripajanjem Kraljevini Srbiji, odnosno, Kraljevini SHS. Od 1945. godine Crna Gora je federalna jedinica ili republika u SFRJ, od 1992. godine u SRJ a od 2003. godine u SiCG. Crna Gora je svoju neovisnost obnovila mirnim putem, referendumom 2006. godine.

## Prije doseljavanja Slavena
U 4. stoljeću pr. Kr. na području suvremene Crne Gore dolazi do formiranja prvih državnih zajednica ilirskih plemena. Iz toga razdoblja u povjesnici su poznata sljedeća ilirska plemena: Enhelejci, Labeati, Autarijati, Ardijejci, možda Pirusti, te Dokleati kao najznačajnija skupina koja je naseljavala suvremenu Crnu Goru.
Tijekom 9. godine to područje anektiralo je Rimsko Carstvo i u njegovu sastavu će ostati djelomično ili potpuno više od 500 godina. Rimska provincija na tlu Crne Gore nazvana je Prevalis a glavno središte bit će grad Duklja.

## Doseljavanje Slavena
Od 620. Prevalis napadaju Slaveni koji su je vremenom osvojili i pretvorili je u svoje političko i gospodarsko središte, a oblast sve više dobiva naziv Duklja.
Ljetopis popa Dukljanina, koji je nastao krajem 12. stoljeća, donosi (u Glavi XI.) izvješće o razdiobi na Duvanjskom saboru 753. godine kojim je Duklja od druge polovice 8. stoljeća i kasnije bila dijelom Crvene Hrvatske. Prostirala se od Duvna do Drača u Albaniji.
Bizantski kroničar, car (945. – 959.) Konstantin Porfirogenet, u svome znamenitom djelu De administrando imperio - premda za sve okolne zemlje nabraja južnoslavenske narode što su ih naselili- za Duklju ne navodi da su je naselili ni Srbi ni Hrvati.
Pleme Dokleati su, kako se vjeruje, poglavito asimilirani od slavenskih doseljenika koji su od njih prihvatili etnonim u slaveniziranoj formi - Dukljani.

## Dukljanska država (od kraja 10. stoljeća do 1189.)
Duklja je najstarija povijesna crnogorska država, nastajala postupno od konca 10. stoljeća, kada je oblasni vladar bio Sveti Vladimir.
Vojislavljevići su prvotna dinastija u crnogorskoj povijesti, vladari Dukljom od sredine 11. do konca 12. stoljeća. Tijekom njihove vladavine Duklja se uzdigla od statusa pokrajine u primorju oko Skadarskog jezera na razinu kraljevstva. Preokret je nastupio nakon što je 1042. Vojislav, dotadašnji bizantski vazal, u Bici kod Bara do nogu potukao Bizantince.
Prvi kralj dinastije Vojislavljevića je bio Mihailo kojemu je 1078. godine papa Grgur VII. poslao kraljevsku krunu.
Moć dinastije Vojislavljevića je od polovice 11. stoljeća imala uzlaznu liniju. Na vrhuncu je bila u doba Bodina, kada se teritorij rasprostirao od Neretve na zapadu do rijeke Vojuše na istoku (Albanija), a na sjeveru je Dukljansko kraljevstvo obuhvaćalo velike dijelove Raške i Bosne.
Bizantski vojskovođa i kroničar Nikefor Brijenije bilježi kako je u razdoblju od 1072. do 1075. godine Bodin, po naredbi svoga oca dukljanskoga kralja Mihaila, predvodio vojsku od "Dukljana i Hrvata" i kako je ta vojska "zlostavljala Ilirik".
No, nakon Bodinove smrti, Dukljansko kraljevstvo će slabiti u međusobnim unutarnjim borbrama oko prijestolja. To je iskoristio srpski župan Nemanja. Napao je 1185. godine Duklju, razorio sve njezine gradove (izuzev Kotora) i zauzeo je.
- Sveti Vladimir, dukljanski knez, prvi crnogorski svetac
- Vojislav, utemeljitelj dinastije Vojislavljevića
- Mihailo, prvi dukljanski kralj
- Dukljansko kraljevstvo koncem 11. stoljeća

Duklja je bila katolička zemlja. Od 1089. godine tadašnja biskupija iz Bara je, odlukom pape, uzdignuta na stupanj nadbiskupije koja se u Ljetopisu popa Dukljanina spominje kao Dukljanska crkva. No, nakon srpskog osvajanja Duklje, tijekom narednih stoljeća, uz ne male otpore pravoslavlje će postati dominatnom vjerom.

### Titule dukljanskih vladara
Dvojica najmoćnijih dukljanskih vladara, kraljevi Mihailo i Bodin, nosili su titule priznate i u Carigradu i u Rimu, općenito i u drugim zemljama i kod drugih naroda:
Michaeli Sclavorum Regi
Mihailo, kralj Slavena
Mihailo, protospatar
Regis Bodin gloriossimi
Bodin, veleslavni kralj
καὶ ἐζουσιαστ(η) Διοκλίας (καὶ) Σερβ(ίας)
Protosevast i eksusijast Duklje i Srbije
Цар на България Петър III
Car Bugarske Petar III.

### Dukljanska kultura
- Ljetopis popa Dukljanina
- Miroslavljevo jevanđelje

Dok su tragovi latinske i grčke pismenosti dukljanskoga razdoblja djelomično očuvani, o pismenosti na slavenskome jeziku postoje samo posredna svjedočanstva.
Pretpostavka je kako se na teritoriju dukljanske države početkom 11. stoljeća glagoljska pismenost mogla razviti pod utjecajem snažnoga središta slavenske pismenosti u Ohridu. Središte te djelatnosti bio je dvor i crkveno središte Prečista Krajinska.
Važniji starocrnogorski književni spomenici iz toga razdoblja:
- Andreacijeva povelja, iz početka 9. st.;
- Barski epitafi, 9. st., pisani u leoninskim heksametrima;
- Legenda o Vladimiru i Kosari, iz 11. st., hagiografski zapis nepoznatog Zećanina, djelomično objavljen u glavi XXXVI kronike Ljetopis popa Dukljanina;
- Povelje dukljanskih vladara,  akti dukljanskih kraljeva i plemstva 11. i 12. st.
- Ljetopis popa Dukljanina, vjerojatno s konca 12. st.
- Miroslavljevo jevanđelje, kojeg je s konca 12. st. za crkvu u Bijelome Polju prepisao Varsameleons a manjim dijelom dopunio Grigorije Dijak.

### Neka dukljanska središta i gradovi
- Prečista Krajinska
- Prapratna
- Svač
- Grad Duklja

- Prečista Krajinska je bila grad, utvrda, dvor i crkveno središte na jugozapadnoj obali Skadarskoga jezera. Početkom 11. st. Prečista Krajinska je  dvor Svetoga Vladimira. U njezinoj crkvi Sv. Marije, kojoj je ktitorka Vladimirova žena Kosara, prenijeto je njegovo tijelo iz Prespe 1019. godine.[8]
- Prapratna  je prijestolnica i župa za doba Dukljanskoga kraljevstva, između Bara i Ulcinja.  Glava XXXVIII. Ljetopisa popa Dukljanina spominje da je za vrijeme kneza Vojislava, koji je i pokopan 1043. godine u dvorskoj kapeli Svetoga Andrije u Prapratni.
- Svač je srednjovjekovni grad i utvrda, nastao je u najranijem razdoblju povijesti dukljanske države. Najnovija istraživanja Svača su dovela do procjene kako je utvrda u jednom razdoblju moguće bila sjedište države Vojislavljevića. Kao sjedište episkopije, Dioecesis Suacinensis, spominje se  8. st. Svač je bio okružen zidovima s kulama. Platformu grada znanstvenici procjenjuju na oko 6 ha. Prema legendi, imao je crkava koliko u godini dana.[9]
- Grad Duklja (lat Doclea) je najznačajnije urbano središte za rimskoga razdoblja na području suvremene Crne Gore, u okolici Podgorice, u okviru provincije Prevalis. Ljetopis popa Dukljanina, nastao krajem 12. st., izvješćuje da se u Duklji okrunjuju posljednji kraljevi iz prve povijesne crnogorske dinastije Vojislavljevića.[10]

## Srpska okupacija 1189. – 1360.
Srpsko osvajanje Dukljanskoga Kraljevstva završeno je najkasnije oko 1189.
Dukljansku je državu, desetljećima razdiranu unutarnjim sukobima, srpski župan Nemanja konačno 1186. – 1189. godine pokorio, porušivši - osim Kotora - sve druge dukljanske gradove.
Smrću bizantskoga cara Manuela I. Komnena (1180. godine), Mihailo III., dukljanski knez, izgubio je posljednju potporu obrane od naleta Srba.
Nemanjin sin, prvi srpski kralj Stefan Prvovjenčani, u spisu o svom ocu Žitje. Sv. Simeona, izvješćuje da Nemanja "povrati Dioklitiju i Dalmaciju", rušeći "Danj grad, Sardoniki grad, Drivast, Rosaf grad zvani Skadar, grad Svač, grad Ulcinj, grad slavni Bar".
Dukljanska kneginja Desislava, žena posljednjega kneza nezavisne dukljanske države Mihaila III., do 1189. godine je pred naletom Srba izbjegla u Dubrovnik.
U pratnji Desislave izbjegli su i arhiepiskop Dukljanske crkve Grgur Barski, župan Černeh i Crenik, Grdomil i drugo dukljansko plemstvo.
Nemanja je povjerio vladanje Dukljom svom prvorođenom sinu Vukanu. No, on će se pridružiti ogorčenim dukljanskim plemićima i 1196. godine prijeći na katoličku vjeru. Obnovit će također Barsku nadbiskupiju.
Vukan će predvoditi Dukljane čak i u vojni pohod na Rašku koji je bio inspiriran sukobom oko srpskoga prijestolja. No, Vukanovom će se smrću Duklja vratiti pod čvršću srpsku kontrolu.
Tijekom srpske okupacije naziv Duklja postupno iščezava iz uporabe i sve se više rabi naziv Zeta ili pomorske zemlje. Oblasni vladari iz dinastije Nemanjića će u Zeti podizati pravoslavne hramove, poput Manastira Morača. Pravoslavna crkva u Zeti bila je pod mjerodavnosti srpske Pećke patrijarhije.

## Zetska država 1360. – 1421.
- Grb Balšića (segment)
- Zetska država na vrhuncu moći

Oko 1360. godine, dotadašnji zetski vazal Balša I. je, nedugo po smrti cara Dušana, faktički osamostalio Zetu. S ostatkom Srpskoga carstva Zeta je i dotad bila u sve labavijim vezama, a s pojedinim srpskim područnim vladarima i u čestim ratovima. Od toga perioda obitelj Balšića će do 1421. godine vladati Zetom, kao druga povijesna crnogorska dinastija.
Balšići su uspjeli proširiti teritorij na gospodarski značajne primorske gradove, poput Ulcinja. Istodobno su stalno i bezuspješno opsjedali Kotor, koji je priznavao vrhovnu vlast srpskoga cara Uroša.
Balšići do 1369. godine bili su pravoslavni, no tada su konvertirali i pristupili Katoličkoj crkvi.
Papa Urban V. poslao je 26. lipnja 1369. godine pismo trojici sinova Balše I., utemeljitelja dinastije, u povodu njihovoga vraćanja u katoličku vjeru.
Od 1371. do 1372. godine poduzeo je Đurađ I. Balšić osvajanja teritorija srpskih vladara. Zeti je pripojen dio Kosova, uključujući gradove Peć, Đakovica i Prizren.
Naredna su njegova osvajanja bila Konavli, Dračevica i Trebinje. U Balšića državi nalazili su se, izuzev Dubrovnika i Kotora, svi drugi gradovi na obali Jadranskoga mora u području, i to Ulcinj, Bar, Budva i Cavtat, te u zaleđu Skadar, Lješ, Drivast itd.
Đurađ I. Balšić rabio je i titulu Gospodar (latinski Dominus). Balšići su, po ugledu na Bizant, imali organiziranu dvorsku službu s logotetom na čelu. Državnim je financijama rukovodio visoki činovnik. Balšići su imali talenta za gospodarstvo, kovali su svoj novac - dinar.
U doba kada je vladao Balša II. (od 1378. do 1385. godine) komplicirali su se vanjsko-politički uvjeti za Zetsku državu prouzročeni stalnom vojnom prijetnjom bosanskoga kralja Tvrtka I. Kotromanića. Njihove su se vojske sukobile oko prevlasti nad gradom Kotorom koji je u međuvremenu potpao pod pokroviteljstvo ugarske krune.
Došlo je od 1382. do 1384. godine do zetsko-bosanskoga rata i Tvrtko iz njega izlazi kao pobjednik. Balša II. će taj gubitak nadoknaditi osvajanjima, grada Drača, te gradova Berata i Valone (suvremena Albanija). Kao gospodar ovih gradova on će ponijeti i titulu Duka Drački.
No, rujna 1385. godine Osmanlije će napasti Berat, pa je Balša II. iz Drača pohitao obraniti ga. Do sukoba je došlo na Saurskom polju pokraj Berata a u njemu je Balša II. poginuo.
Nakon smrti Balše II. veliki će dijelovi Zetske države biti podijeljeni između susjednih vladara.

## Crnojevića država 1451. – 1498.
Posljednji vladar Balšić, Balša III., umro je 1421. godine i pravo na upravljanje državom su, zbog obiteljskih veza, polagali srpski despoti Stefan Lazarević i Đurađ Branković iz Smedereva.
Nakon nestanka Balšića s povijesne scene, glavna obitelj u Zeti postaju Crnojevići, pravoslavni plemići iz planinskih oblasti oko Lovćena.
Godine 1451. stupio je Stefan I. Crnojević u pregovore s Mletačkom Republikom koja ga je priznavala za legitimnog vladara. Također su mu Mlečani davali godišnju plaću, priznali titulu vojvode i njegove posjede oko Kotora.
No, Srbi predvođeni despotom Đurađem Brankovićem, 1452. godine Stefana I. pokušali su zbaciti. Došlo je do bitke kod Skadarskoga jezera u kojoj je Stefan I. odnio pobjedu i zauzeo Podgoricu.
Nakon smrti oca Stefana, Ivan Crnojević je naslijedio prijestolje. Godine 1465. napao je posjede Mletačke Republike na Crnogorskom primorju, poglavito oko Kotora, pozivajući se na povijesno pravo nad ovim područjima. No, premda su ga prvotno Mlečani osudili na smrt, naredne su se godine dogovorili s Ivanom. Darovali su ga titulom vojvode, a Ivan je zauzvrat obećao da će obustaviti oružane napade i umiriti tamošnje stanovništvo koje mu je bilo sklono.
Godine 1471. Osmanlije su uspjele pritisnuti Ivana te im je morao obećati davanje godišnjeg danka od 700 zlatnih dukata. No, Mlečani su opet nastojali pridobiti Ivana, pa su 1473. dali Ivanu i njegovim potomcima mletačke plemićke titule, vojnu opskrbu i 600 dukata godišnje pomoći.
Godine 1474. Ivan prestao plaćati danak Osmanlijama. Te je godine otpočela osmanska opsada Skadra, kojeg su kontrolirali Mlečani. Ivan je uputio Mlečanima u pomoć postrojbe u jačini od 8.000 ljudi, pa je osmanlijski pokušaj zauzimanja Skadra propao.
Povijesni izvori iz 15. stoljeća, za doba Stefana I. Crnojevića i njegova sina i nasljednika gospodara Ivana Crnojevića, Žabljak Crnojevića opisuju kao državno središte. Iz njega je pokušan organizirani otpor navali Osmanlija s juga, kroz ravnicu oko Skadarskoga jezera. U Žabljaku Crnojevića bila je dvorska palača i Crkva Sv.Đorđija (kasnije pretvorena u džamiju). Crnojevići su izmjestili državno središte u planine, u konačnici na Cetinje.
Godine 1479. Mlečani su Osmanlijama predali Skadar i oni su dobili prigodu koncentrirati snage na Crnu Goru. Ivan je te godine prešao na teritorij Mletačke Republike.
Godine 1481. u velikom stilu vraća se Ivan sa svojim postrojbama u domovinu, te u silovitim naletima protjeruje Osmanlije. No, nakon što su se konsolidirali, Osmanlije su opet priprijetile Crnoj Gori i Ivan ponovno prihvaća isplaćivati godišnji danak. Njegova je država obuhvaćala i uski dio obale od Miločera do Svetog Stefana.
Godine 1484. utemeljen je Cetinjski manastir koji je stoljećima bio državotvorno i duhovno središte Crnogoraca.
Stiješnjen od onovremene vojne i političke sile, Osmanskoga Carstva, Ivan je poslao svoga najmlađeg sina Stanišu kao zalog mira u Carigrad, kamo je ovaj kasnije prešao na islam i nazvao se po svome albanskome ujaku, Skenderbeg - Staniša (Skender-beg) Crnojević.
Đurađ Crnojević, najstariji sin i nasljednik Ivana Crnojevića, lipnja 1490. godine naslijedio je prijestoljeIvana Crnojevića u gotovo beznadnim vanjsko-političkim uvjetima, između Osmanskoga Carstva i Mletačke Republike, suočen sa snažnim procesom islamizacije Crne Gore.
Tijekom 1496. godine Đurađ se zainteresirao za plan francuskoga kralja Karla VIII. o podizanju ustanka u susjednoj Albaniji, što su Osmanlije otkrile i dali mu ultimatum da napusti Crnu Goru. Povlači se Đurađ na svoje posjede u okolici Budve a potom u Mletačku Republiku.
Osmanlije su 1497. godine obavile popis u Crnoj Gori što znači da je ona bila od tada, neko vrijeme, faktički pod vlašću skadarskoga sandžak-bega.
Godine 1501. Đurađ je pokušao izvesti ustanak u Crnoj Gori, no bezuspješno, Osmanlije ga uhićuju i odvode u Carigrad.  Umro je Đurađ u Anadoliji oko 1511. godine.

### Ostavština Crnojevića
Za doba Crnojevića trajno se ustalio naziv Crna Gora.
Dalje, crnogorska povijesna prijestolnica će postati Cetinje, a Cetinjski manastir, ne samo vjersko i kulturno, no od konca 17. stoljeća i državotvorno središte crnogorskoga naroda.
U kulturološkom pogledu najvažniji događaj je iz kraja 15. stoljeća kada je na Cetinju (Obod), unutar pravoslavnog manastira proradila Crnojevića tiskara, prva državna tiskara u europskoj povijesti, koja je izradila Oktoih i još nekoliko bogoslužbenih ćiriličnih knjiga.
Glavni tiskar bio je Makarije od Crne Gore.
- Teritorij Crnojevića država
- Žabljak Crnojevića, crnogorska prijestolnica
- Ćipur, ostaci palače Ivana Crnojevića
- Oktoih, prva crnogorska tiskana knjiga

## Osmanlijska okupacija 1496. – 1697.
Zbog neprestanih pobuna Crna Gora dobila je od Osmanlija poseban status kao planinsko neplodno područje nastanjeno borbenim crnogorskim plemenima.
Kako bi lakše kontrolirao Crnu Goru, sultan stvora posebni Sandžak Crna Gora, no timarsko-spahijski sustav poreza nikako nije mogao uvesti u Crnu Goru, pa je odlučeno da Crnogorci postanu slobodni seljaci - furlundžije, kao stočarski narod koji plaća umjeren danak i sudjeluje u osmanlijskim ratovima, no samo u granicama Crne Gore.
Tako se počela razvijati autonomija Crne Gore još u 16. stoljeću. Crna Gora se dijelila na nahije, koje su se dalje dijelile na crnogorska plemena, od kojih je svako imalo glavare koje su birali odrasli muškarci na plemenskim zborovima.
- Crnogorski glavari
- Crnogorski barjaci

Godine 1604. Crnogorci su odbili platiti danak, pa je sandžak-beg okupio 3.000 boraca i došao u Podgoricu sam ga pokupiti, krećući se k utvrđenim zaseocima Stanjevićima i Goricama, kako bi provalio prema Cetinju, Crnogorci su ga napali i opljačkali.
Otpor Crnogoraca sve više artikulira se kao borba za neovisnost. Takva težnja posebno se iskazuje za Kandijskoga rata u razdoblju od 1645. do 1669. godine.
Tijekom rata između Svete lige i Osmanlija (1683. – 1699.) Crna Gora se ponovno buni.

### Obnova crnogorske samostalnosti
Ulogu svjetovnog vladara i rukovođenje zemljom preuzimaju cetinjske vladike, zatim Općecrnogorski zbor i Zbor glavara, kao vrsta državnog organa, a rukovođenje na nižim razinama bilo je u rukama plemenskih zborova.

## Crna Gora (1516. – 1852.)
- Danilo Petrović Njegoš
- Sava Petrović Njegoš
- Vasilije Petrović Njegoš
- Petar II. Petrović Njegoš

Godine 1697. Općecrnogorski zbor za vladiku bira Danila Petrovića Njegoša, rodonačelnika dinastije Petrović Njegoš, čime počinje organizirana borba za političko i vjersko jedinstvo zemlje, često podijeljene plemenskim sukobima i islamizacijom pučanstva. Tih godina pravoslavni Crnogorci provode sustavno pokrštavanje i zatiranje domaćih muslimana, genocidnog tipa, upamćeno pod nazivom istraga poturica.
Dolaskom izaslanika ruskoga cara Petra I. Romanova u Crnu Goru 1711. godine i putovanjem Danila u Petrograd uspostavljene su bliske političke veze između Crne Gore i Carske Rusije.
Sljedeće godine, 1712., odigrala se bitka protiv snaga bosanskoga vezira Ahmet-paše na Carevom lazu, događaj koji je u narodno pamćenje ušao kao jedna od najvećih pobjeda u ratnoj povijesti Crnogoraca.
Suprotno dotadašnjim običajima o biranju vladika Danilo donosi odluku da nasljednik bude iz njegove obitelji. Kako se vladika nije mogao ženiti i imati djecu kao nasljednika odabire 1735. godine bratovog sina - Savu Petrovića Njegoša.
U prvom dijelu svoje vladavine, Sava će na položaj vladike uzdići svog brata Vasilija koji se prije svega bavio vanjskom politikom. U svojim pismima ili putovanjima Vasilije će mnogo puta tražiti pomoć Rusije u stvaranju crnogorskog školstva, dok će on sam na kraju postati prvi povjesničar Crne Gore sa svojom knjigom Istorija Crne Gore (tiskana 1754. godine).
Nakon Vasilijeve smrti najvažniji događaj tijekom vladavine Save (koji ponovno sam vlada) postaje osmanlijsko ukidanje srpske Pećke Patrijarhije 1766. godine. I od toga razdoblja Pravoslavna crkva u Crnoj Gori je i de facto i de iure autokefalna.
Nedugo potom u Crnoj Gori se pojavljuje Šćepan Mali, koji uspijeva ujediniti crnogorska plemena, predstavljajući se kao ruski car Petar III.
Godine 1773. Osmanlije potplaćuju jednog Šćepanovog slugu koji ga ubija. Nakon njegove smrti, ponovno nastupa plemenska anarhija.
Godine 1781. za svog nasljednika izabire Arseniju Plamenca.
Godine 1784. vlast će se vratiti u ruke dinastije Njegoš izborom Petra I. Petrovića Njegoša za novoga vladiku.
Petar I. će po smrti biti kanoniziran kao Sveti Petar Cetinjski i jedna je od najvećih, ako ne i najveća, osobnost crnogorske nacionalne povijesti.
Godine 1796. u bitkama na Martinićima i Bici na Krusima je posječena osmanlijska vojska. U bitkama je Petar predvodio Crnogorce sa sabljom i križom u rukama. Vezir Mahmut-paša je tijekom borbi zaklan a glava mu je, kao strašni simbol crnogorske pobjede, za osvetu odsječena i donesena u Cetinjski manastir kojega je ovaj 1785. godine spalio. Od tada su sastavnim dijelom crnogorske države postali Bjelopavlići i Piperi.
Godine 1798. donesen je Zakonik opšči crnogorski i brdski sa 16 članaka a dopunjen je 1803. godine s još 17 članaka.
Godine 1798. formirano je Praviteljstvo suda crnogorskog i brdskog. Time je, skupa s u Zakoniku inkorporiranom Stegom, udaren pravni temelj crnogorskoj državi.
Osobni je tajnik Petrov bio, od 1785. do 1804. godine, Dolči de Vicković, katolički svećenik iz Dubrovnika.
Godine 1802. austrijske su okupacijske vlasti u Boki kotorskoj Dolčija smatrale glavnim organizatorom pobuna slavenskog pučanstva na tom području, te su o tome izvjestile Rusiju, navodeći da je Dolči u urotničkoj vezi s austrijsko-ruskim zajedničkim neprijateljem Napoleonovom Francuskom. Optužbe su dodatno osnažene pritiskom u pismu Crnogorcima što ga je uputio  Sveti Sinod Ruske crkve s optužbama da Petar uzgaja "latinsku jeres" i prijetnjom kako će Ruski sinod u Crnu Goru postaviti novoga arhijereja.
Praviteljstvo suda crnogorskog i brdskog se  3. srpnja 1804. godine obratilo pismima ruskom caru i ruskom Ministarstvu vanjskih poslova, istaknuvši potpunu neovisnost i samostalnost Crne Gore spram Rusije, kako u crkvenom tako i u državnom pogledu. Gašenjem Pećke patrijaršije 1766. godine (citati u izv. na crnogorskom ) “naš gospodin Mitropolit ostao (je) po sebi u ovdašnjoj crkvi u nezavisnosti ikakvoj vlasti kao drugi arhijereji”, da “od najstarijeg vremena vjeru hrišćansku nijesmo od Rusa, nego od Grka primili”, te da “mi narod crnogorski i brdski ne stojimo pod podanstvom Ruske imperije, nego samo pod moralnim pokroviteljstvom.
Ovakvi stavovi, također bjelodano svjedoče i o tadašnjoj samostalnosti (autokefalnosti) Crnogorske crkve.
Godine 1797. nakon propasti Mletačke Republike nastojao je Petar I. pripojiti Boku kotorsku i crnogorsko priobalje oko Budve. Petar I. je doista oslobodio Budvu, no ubrzo se, pod inozemnim pritiskom, morao od otuda povući.
Godine 1806. se, na poziv Rusije, uključio u borbu protiv Napoleonovih trupa koje su bile prodrle i u Boku kotorsku. Ni ovoga puta nije bilo uspjeha jer su Crnogorci pretrpjeli poraz.
Godine 1813. Petar I. je uništio francuske postrojbe u Boki kotorskoj, izuzev utvrde u Kotoru. Zauzeo je Perast, Risan, Herceg Novi, nad kojima se zaviorio crnogorski Alaj-barjak, te stigao s kombiniranim crnogorsko-bokeljskim postrojbama podno Dubrovnika u kojem su se Francuzi utvrdili. U prosincu 1813. godine predala se i francuska posada u Kotoru.
Ujedinjenje Crne Gore i Boke proglašeno je 29. listopada 1813. godine u Dobroti, kod Kotora.
No, Bečki kongres je 1814. – 1815. odlučio da se  Boka kotorska treba vratiti Dalmaciji koja je pripala Austriji.
Godine 1820. je na Morači poražena Džalaludin-pašina vojska i od tada su plemena Rovca i Moračani, znatni dijelovi Crnogorskih Brda postali dijelom slobodne i neovisne crnogorske države.
Tijekom vladavine, Petar I. imao je snažnu oporbu u plemićkoj obitelji Radonjića, koji su bili guvernaduri.
Za nasljednika je Petar I. odredio svoga sinovca Radivoja Tomova Petrovića, kasnije Petra II. Petrovića Njegoša. Umro je Petar I. na blagdan Lučindan, 31. listopada 1830. godine.
Godine 1831. osniva se Senat i Gardu (Gvardiju) - kao kombinirane organe sudske, upravne i izvršne vlasti. Za upravitelje nahija postavlja kapetane.
Godine 1832. ukida se guvernadurstvo.
Godine 1834. utemeljuje se tiskara i škola u oslobođenom dijelu Crne Gore.
Nagovarao je Petar II. Kneževinu Srbiju da zajedno poduzmu akciju za oslobođenje Bosne i Hercegovine od Turaka.
Godine 1841. postigao je jedan diplomatski uspjeh kada je Crna Gora riješila probleme razgraničenja s Austrijskim Carstvom
Godine 1848. Njegoš je bio u vezi s hrvatskim banom Josipom Jelačićem i nudio mu je, preko Jelačićevoga guvernera Dalmacije vojnu pomoć od 2.000 Crnogoraca. U pismu od 17. studenoga 1848. godine Njegoš guverneru Dalmacije piše:
"Istina je da su Crnogorci spremni da budu u pomoći svojoj braći Hrvatima, jedno po jedinoplemenosti, a drugo po njihovoj prirođenoj naklonosti vojničke trudove snositi".

## Crnogorska država 1852. – 1918.
- Alaj-barjak, zastava Kneževine Crne Gore
- Grb Kraljevine Crne Gore
- Crnogorsko kraljevsko kazalište iz 1888.
- Crnogorski novac iz 1910.

Crnogorski Senat je Danila Petrovića Njegoša, slijedeći oporuku Petra II. Petrovića Njegoša, 1. siječnja 1852. godine proglasio vladarom.
Također, odlukom Senata 1. ožujka 1852. godine Crna Gora postaje nasljedna kneževina s knezom na čelu, čime obavljena razdioba držvne i crkvene vlasti koju su od 1696. godine objedinjavali vladari, ujedno crkveni poglavari autokefalne Crkve iz dinastije Petrovića.
Godine 1853. Danilo I. podržao je ustanke u Hercegovini. To je izazvalo osmanlijsku navalu na Crnu Goru. Danilo I. se obratio Ruskim i Austrijskim carstvima za pomoć, koji su uvjerili Osmanlije da odustanu.
Od 1854. godine Danilo I. je počeo reformirati Crnogorsku vojsku.
Danilo I. je, na unutarnjem planu, odlučio oštrim mjerama suzbiti plemenske separatizme.
Godine 1854. dio plemena Bjelopavlića odmetnuo se od crnogorskih vlasti. Danilo I. se 1. srpnja 1854. godine s oko 5.000 Crnogorca spustio u Bjelopavlićku ravnicu. Oko 20 plemenskih vođa Bjelopavlića pobjegli su turskom paši u Skadar.
Pokolj Kuča, u dva navrata, zbio se lipnja i srpnja 1855. godine, nakon što su neke plemenske vođe objavile pokornost turskom paši u Skadru.
Godine 1855. donijet je Zakonik Danila I., kneza i gospodara slobodne Crne Gore i Brda, također poznat i pod nazivom Danilov zakonik, kojim je udaren snažan temelj pravnoj državi. Danilov zakonik (koji ima karakteristike ustava).
Danilo I. je, po dolasku na vlast, izradio plan obnove Crnojevića države, s teritorijalnim proširenjem i potpunim međunarodno-pravnim priznanjem crnogorske neovisnosti. Svoj plan nazvao je Obnova Ivanbegovine (Ivanbeg, popularni naziv u crnogorskom pučanstvu za vladara Ivana Crnojevića).
Godine 1856. uputio je Danilo I. memorandum velikim silama tijekom kongresa u Parizu u kojem je zahtijevao:
- priznanje neovisnosti Crne Gore;
- proširenje granica Crne Gore na dijelove teritorija ist.Hercegovine i Albanije;
- verificiranja granica s Osmanlijskim Carstvom;
- ustupanje Crnoj Gori grada Bara

Godine 1857. bio je Danilo I. u posjetu Napoleonu III. sve više napuštajući tradicionalni oslonac na Rusko Carstvo.
Iste, 1857. godine, Danilo I. podržava hercegovačke ustanke, što je izazvalo novi osmanlijske pohod. Crnogorci su izvojevali značajnu pobjedu na Grahovu 1858. godine.
Godine 1860.Danila I. ubija jedan osobni protivnik, dezerter u Kotoru.
Njegov brat, proslavljeni crnogorski ratnik, veliki vojvoda Mirko Petrović odriče se tvrdnje za prijestolje u korist njegova sina, Nikole Petrovića Njegoša.
Nikola I. bio je na prijestolju od 1860. do 1921. godine, kao knjaz, a od 1910. godine i kao kralj, također za Crnogorce neprikosnoveni gospodar.
Svršetkom crnogorsko-osmanlijskoga rata 1876. – 1878. godine crnogorska država će, s međunarodno verificiranim granicama, imati točno 9.475 km2 i u njezin su sastav vraćeni: Podgorica, Danilovgrad, Nikšić, Bar, Ulcinj, Kolašin, Andrijevica i Žabljak.
Pod njegovom je upravom crnogorska država 13. srpnja 1878. godine na Berlinskom kongresu dobila međunarodno priznanje i od onih država Europe koje ju dotad nisu priznavale. Nakon višestoljetne izolacije, Crna Gora je silno uvećala svoj teritorij i izbila na Jadransko more.
Reformirao je Nikola I. državnu upravu, formirao Ministarski savjet, modernizirao Crnogorsku vojsku, Općim imovinskim zakonikom udario temelj pravnom sustavu, otvorio vrata inozemnim investiranjima.
Godine 1905. Nikola I. oktroirao je Ustav Knjaževine Crne Gore nakon čega je i sazvana Crnogorska narodna skupština.
Glavna oporbu, ne samo Nikoli I. već i crnogorskoj državi uopće, predstavljale su unutarnje pristalice velikosrpskoga koncepta. Uz potporu obavještajne službe Kraljevine Srbije planirani su 1908. godine ubojstvo Nikole I. i svojevrsni državni udar a 1909. godine i pokušaj oružane pobune.

### Balkanski ratovi
- Crnogorska topnička postrojba
- Kraljevina Crna Gora,1914. godine

Nikola I., kako bi zadao posljednji udarac Osmanlijama u Europi 1912. godine stupa u savez s ostalim pravoslavnim kršćanskim monarhijama Balkana – Srbijom, Grčkom i Bugarskom i do 1913. godine znatno proširuje svoj teritorij.
Unatoč crnogorskim vojnim uspjesima, morala je Kraljevina Crna Gora vratiti grad Skadar, novostvorenoj Albaniji.

### Prvi svjetski rat
Crna Gora je u Prvi svjetski rat ušla odmah po objavljivanju rata Austro-Ugarske Kraljevini Srbiji 1914. godine.
Crnogorska vojska, brojnosti oko 50.000 ljudi, odmah je mobilizirana. Crnogorske snage su odbile više napada Centralnih sila. S utvrđenoga vrha planine Lovćen, crnogorsko topništvo je bombardiralo Kotor, obližnju austro-ugarsku vojnu bazu.
Prvi pohod Centralnih Sila na Crnu Goru je bio zaustavljen, te su Crnogorci protuudarima zauzeli Budvu, došli nadomak Tivta, a na sjevernom bojištu dosegli nadomak Sarajeva.
Centralne Sile za vrijeme druge invazije potkraj 1915. godine skršit će crnogorski otpor. Njihova ofenziva će kulminirati siječnja 1916. godine.
Crnogorska država će kapitulirati 25. siječnja 1916. godine. Prethodno kralj Nikola I. i dio njegove vlade preko Italije odlaze u Francusku, najprije u Bordeaux, odakle se ne uspijevaju nametnuti niti kao partner u pregovorima i mirovnim konferencijama nakon rata.
Nakon proboja Solunskoga fronta, srpska vojska zauzima Crnu Goru i u Podgorici na vlast postavljaju prijelaznu protuustavnu tzv. Podgoričku skupštinu koja optužuje Nikolu I. za izdaju i zbacuje ga s prijestolja.
Dana 26. studenoga 1918. godine ista "skupština" izglasuje sjedinjenje Kraljevini Srbiji.
Odluka je dovela do brojnih nereda i izbijanja oružanog otpora Crnogoraca.

## Prva Jugoslavija
Godine 1918. Kraljevina Crna Gora je okupirana, a na nelegalnoj tzv. Podgoričkoj skupštinini anektirana od Kraljevine Srbije, pa je crnogorska država kao dio Srbije priključena Kraljevstvu SHS.
Najveći dio crnogorskoga pučanstva nikada se nije pomirio s načinom "ujedinjenja", zapravo prisajedinjenja, te derogiranim statusom Crne Gore u Prvoj Jugoslaviji.
U Crnoj Gori je došlo do oružanih borbi i komitskog pokreta koji je trajao do 1929. godine. Do 1921. godine u Kraljevini Italiji su postojale baze crnogorske kraljevske vojske koja je pripremana za oslobođenje Crne Gore.
- Šćepan Mijušković, zvjerski ubijeni crnogorski ratni heroj
- Tijela Raspopovića i drugih pobijenih crnogorskih komita (1923.)
- Crnogorski časnici u Kraljevini Italiji (Gaeta)
- Naslovnica knjige "Nekoliko stranica iz krvavog albuma Karađorđevića"

Snažna uporišta u Crnoj Gori, u razdoblju između dva svjetska rata, imala je Crnogorska stranka (crnogorski federalisti) i ilegalna KPJ, koje su promicale priznanje crnogorske nacionalnosti i ravnopravnost Crne Gore.
Kao ilustrativan podatak koliko je Crna Gora, derogirana tzv. Podgoričkom skupštinom 1918. godine mogla utjecati na politički život tadašnje države, bjelodano svjedoči i da je u ukupno 39 jugoslavenskih vlada u razdoblju između dva svjetska rata u njima bilo 819 ministarskih mandata, a svega su petorica bili ministri iz Crne Gore u trajanju koje je ukupno bilo manje od trajanja prosječnoga ministarskoga mandata.
Godine 1929., Kraljevina SHS je preimenovana u Kraljevinu Jugoslaviju pod diktaturom kralja Aleksandra I. Karađorđevića. Crna Gora postaje Banovina Zeta nazvana po istoimenoj rijeci Zeti, obuhvaćajući današnju Crnu Goru s ostatkom Sandžaka, dijelom istočne Hercegovine, Dubrovnikom s okolinom, Metohijom i dijelom Srbije.

## Drugi svjetski rat
- Crnogorski partizanski narodni heroj Ljubo Čupić uoči strijeljanja 1942.
- 'Proglas Krsta Popovića 'Braćo Crnogorci' iz ožujka 1942. godine

### 1941.
Po osvajanju Jugoslavije, u Crnoj Gori je, koju su okupirali Talijani, pokušano 12. srpnja 1941. godine sa stvaranjem marionetske neovisne Kraljevine Crne Gore. Nitko se iz dinastije Petrović-Njegoš nije stavio na raspolaganje Talijanima. Crnogorski političar Sekula Drljević i dio Crnogorske stranke bili su, uz talijansku podršku, čelnici toga projekta.
No, 13. srpnja 1941. godine izbio je općenarodni ustanak predvođen Pokrajinskim komitetom KPJ za Crnu Goru. Uslijedio je snažan talijanski protuudar. Ključni ljudi crnogorskog partizanskog pokreta su bili Milovan Đilas, Blažo Jovanović, Peko Dapčević, Ivan Milutinović, te časnici bivše jugoslavenske kraljevske vojske Arso Jovanović i Velimir Terzić.
Krajem 1941. godine, nakon što su ustanici u borbama s Talijanima pretrpjeli uzastopne poraze te u većini morali napustiti teritorij Crne Gore i priključiti se Josipu Brozu Titu u BiH, organizira se  četnički pokret s ciljem stvaranja Velike Srbije koja bi obuhvaćala i Crnu Goru.

### 1942.
Početkom ožujka 1942. godine general Krsto Popović, karizmatični veteran Božićne pobune iz 1918. godine i zapovjednik Glavnog stožera Crnogorske vojske u Italiji 1919. – 1921. mobilizira svoje pristalice. Oni se okupljaju pod crnogorski alaj-barjak i uz pomoć talijanskih okupacijskih vlasti formira se Crnogorska narodna vojska (koja je djelatno imala 1.650 pripadnika.
Okupacijski talijanski guverner na Cetinju, general Pircio Biroli, podijelio je Crnu Goru na tri djelatna sektora, od kojih su dva kontrolirali četnici a jedan postrojba generala Popovića. Unatoč retoričkom neprijateljstvu, povijesnica nije zabilježila veće oružane sukobe između partizana i postrojbi Crnogorske narodne vojske a najveći dio pristalica generala Popovića je pristupio kasnije partizanima.
Talijani su u crnogorskim četnicima, čiji je de facto vođa bio prijeratni satnik jugoslavenske vojske Pavle Đurišić, imali odane saveznike u borbi protiv partizana. Na teritoriju Crne Gore od sredine 1942. godine pa do proljeća 1943. godine boravio je osobno Draža Mihailović.
Neznatne i raštrkane skupine partizana, tijekom razdoblja apsolutne talijansko-četničke vladavine (od proljeća 1942.) davale su otpor, no većinom su bile likvidirane, dok su partizanski simpatizeri bili izloženi represiji. Organizirani su stalni ili ad hoc četnički prijeki sudovi, te zatvori u Kolašinu i Podgorici.

### 1943. – 1944.
Početkom 1943. godine crnogorski četnici pobili su i poklali stotine muslimanskih civila na teritoriju općina Bijelo Polje i Pljevlja.
No, dominantni dio četničkih postrojba iz Crne Gore pretrpio je početkom 1943. godine, poglavito od crnogorskih partizana koji su nastupali s glavninom NOVJ, teške kontraudare tijekom Bitke na Neretvi od kojih se četnički pokret u Crnoj Gori nikada nije oporavio.
Nakon propasti fašističkoga režima Benita Musolinija u Kraljevini Italiji 1943. godine, njemačke oružane snage reokupiraju Crnu Goru.
Ipak, partizani do kraja 1943. godine uspijevaju na sjeveru Crne Gore formirati veći slobodni teritorij koji su kontinuirano držali mjesecima.
U tom razdoblju, crnogorski partizanski pokret obnavlja državno-pravni status Crne Gore formiranjem Zemaljskog antifašističkog vijeća narodnog oslobođenja Crne Gore i Boke, te Crnogorskog antifašističkog vijeća narodnoga oslobođenja (CASNO) 1944. godine.
Krajem 1944. godine oslobođena je cijela Crna Gora.

### Posljedice
Oko 50.000 stanovnika Crne Gore stradalo je tijekom Drugoga svjetskog rata.
Po oslobođenju, Crna Gora postaje jedna od šest narodnih republika Demokratske Federativne Jugoslavije.

## Druga Jugoslavija
Narodna Republika Crna Gora mijenja naziv 1953. godine u Socijalistička Republika Crna Gora, usporedno s mijenjanjem naziva cijele države (Federativna Narodna Republika Jugoslavija u Socijalistička Federativna Republika Jugoslavija).
Federalni ustavi iz 1963. godine i u većoj mjeri iz 1974. godine znatno su povećali autonomiju Crne Gore.
Crnogorski ustav iz 1963. godine spominje da je u Socijalističkoj Republici Crnoj Gori srpskohrvatski službeni jezik. Ustav SR Crne Gore iz 1974. godine službeni jezik navodi pod imenom srpskohrvatski jezik ijekavskoga izgovora.
Godine 1989. premještena su tijela kralja Nikole I. Petrovića i kraljice Milene i dvoje njihove djece u Crnu Goru iz Italije.
Nakon Titove smrti etničke tenzije rastu u Federaciji i započinje proces raspadanja Jugoslavije. Crna Gora 1989. godine većinski prihvaća velikosrpski projekt i postaje snažno uporište Slobodana Miloševića.
Jedna od posljedica tijekom 1990-ih bit će i naglo povećan broj Crnogoraca koji su se deklarirali kao pripadnici srpske nacije.

## Nakon raspadaSFRJ
- LSCG
- Milo Đukanović

Za vrijeme srpsko-crnogorske agresije na susjednu Hrvatsku, nakon što se Hrvatska razdružila od SFRJ, crnogorski odredi Jugoslavenske narodne armije napali su Konavle, Dubrovnik i Dubrovačko primorje u razdoblju od 1991. do 1992. godine.
Protiv napada na Dubrovnik ustali su crnogorski liberali s krilaticom: "S Lovćena vila kliče oprosti nam Dubrovniče!". Crnogorski studentski i drugi demokratski forumi organizirali su brojne peticije za vraćanje crnogorskih pripadnika JNA.
Uloga vlasti Crne Gore u ratu u Bosni i Hercegovini bila je vrlo aktivna, izručivale su muslimanske izbjeglice Vojsci RS-a i tolerirale ili organizirale slanje dobrovoljaca.
Godine 1992. održan je – u svega 7 dana organizirani referendum, koji je odlučio budućnost SR Crne Gore da postane članicom SRJ. 92,96% je glasovalo za formiranje zajednice sa SR Srbijom, a 7,04% protiv. No, ukupno je samo dvije trećine građana glasovalo.
Godine 1997. de facto vlada Mila Đukanovića se distancira od unitarističkog režima Slobodana Miloševića.
Za vrijeme NATO-ova napada na SRJ 1999. godine Crna Gora je bombardirana samo prvih par puta; kasnije je pošteđena zahvaljujući otporu Miloševićevu režimu.
Nakon pada Miloševića 2000. godine u Crnoj Gori sve su glasniji zahtjevi za obnovu neovisnosti.
Godine 2003. SRJ transformirana je u slabije povezanu državnu zajednicu Srbija i Crna Gora, dok je Ustavna povelja te tvorevine precizirala da Crna Gora ima pravo za tri godine organizirati referendum o svojoj neovisnosti.

## Nezavisnost
Referendum o neovisnosti Crne Gore odlagan je više puta, među ostalim i na zahtjeve Europske unije.
Konačno glasovanje o opstanku u zajednici sa Srbijom dogodilo se 21. svibnja 2006. godine.
Službeni rezultati objavljeni su 23. svibnja po kojima je tijesno pobijedila crnogorska neovisnost.
Europska unija je nametnula granicu od 55% glasova za neovisnost. Za koju je glasovalo 55,5% birača. To je rezultiralo time da je de facto 1,22 glasa za neovisnost vrijedilo koliko i jedan glas protiv neovisnosti.
Dana 3. lipnja 2006. godine Crna Gora proglasila je neovisnost.
Crna Gora je 5. lipnja 2017. godine postala 29. članica NATO-a.

### Granični sporovi
Nakon osamostaljenja Hrvatske intenziviralo se pitanje granice Hrvatske i Crne Gore. Zbog toga je dio UNPROFOR-a (promatračka misija UNMOP - UNMonitors on Prevlaka) postavljen 20. listopada 1992. godine s ciljem nadgledanja demilitarizirane zone poluotoka Prevlake. 10. prosinca 2002. godine potpisan je Protokol o privremenom režimu uz južnu granicu. UNMOP se u potpunosti povukao 31. prosinca 2002. godine.  
Pitanje se danas rješava arbitražom. Unatoč Protokolu, Crna Gora ima ambiciju istraživanja i eksploatiratnja ugljikovodika u Jadranskom moru. Hrvatska je zbog toga je 2011. godine uputila prosvjednu notu Crnoj Gori.